# Wielkie Drogi (gromada)
Wielkie Drogi – dawna gromada, czyli najmniejsza jednostka podziału terytorialnego Polskiej Rzeczypospolitej Ludowej w latach 1954–1972.
Gromady, z gromadzkimi radami narodowymi (GRN) jako organami władzy najniższego stopnia na wsi, funkcjonowały od reformy reorganizującej administrację wiejską przeprowadzonej jesienią 1954 do momentu ich zniesienia z dniem 1 stycznia 1973, tym samym wypierając organizację gminną w latach 1954–1972.
Gromadę Wielkie Drogi z siedzibą GRN w Wielkich Drogach utworzono – jako jedną z 8759 gromad na obszarze Polski – w powiecie krakowskim w woj. krakowskim, na mocy uchwały nr 22/IV/54 WRN w Krakowie z dnia 6 października 1954. W skład jednostki weszły obszary dotychczasowych gromad Facimiech i Pozowice ze zniesionej gminy Czernichów w powiecie krakowskim oraz Jaśkowice i Wielkie Drogi ze zniesionej gminy Brzeźnica w powiecie wadowickim. Dla gromady ustalono 25 członków gromadzkiej rady narodowej.
31 grudnia 1961 do gromady Wielkie Drogi przyłączono wieś Krzęcin ze zniesionej gromady Krzęcin.
Gromada przetrwała do końca 1972 roku, czyli do kolejnej reformy gminnej.